# Demonax granulicollis
Demonax granulicollis là một loài bọ cánh cứng trong họ Cerambycidae.